# Departamento Juárez Celman

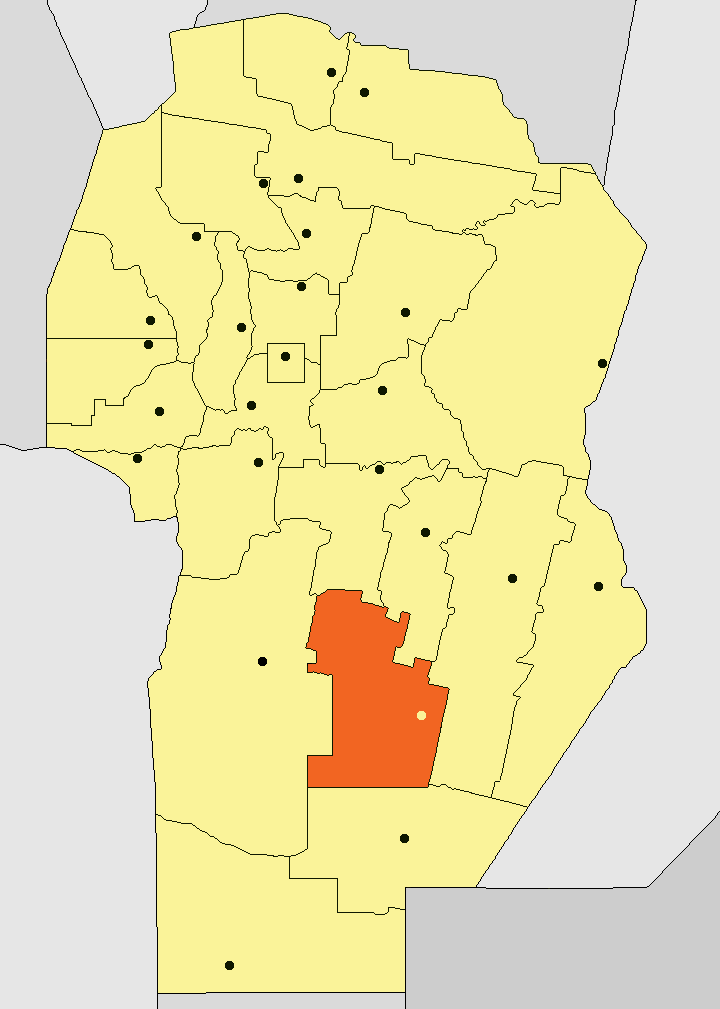
Lage des Departamento Juárez Celman in der Provinz Córdoba

Juárez Celman ist ein Departamento im südlichen Zentrum der zentralargentinischen Provinz Córdoba. Der Verwaltungsbezirk wurde per Erlass am 23. Juli 1888 gegründet.
Insgesamt leben dort 68.631 Menschen auf 7929 km². Die Bevölkerungsdichte des Departamento beträgt somit 8,7 Bewohner pro km². Die Hauptstadt des Departamento ist La Carlota. La Carlota ist 257 km von der Provinzhauptstadt Córdoba und 502 km von der Bundeshauptstadt Buenos Aires entfernt.

## Städte und Dörfer
- Alejandro Roca
- Assunta
- Bengolea
- Carnerillo
- Charras
- El Rastreador
- General Cabrera
- General Deheza
- Huanchilla
- La Carlota
- Los Cisnes
- Olaeta
- Pacheco de Melo
- Paso del Durazno
- Reducción
- Santa Eufemia
- Ucacha[3]